# 미국의 성매매
미국의 성매매는 매춘소가 합법화된 네바다주에서만 합법이고, 메인주에서는 성매매 노르딕 모델을 적용하여 성판매에 한해 성매매 비범죄화가 이뤄졌다.

## 주별 성매매

### 로드아일랜드주
미국 로드아일랜드주에서는 1980년 매춘법이 개정되면서 길거리 호객을 동반하지 않은 매춘이 비범죄화 되었다. 하지만 사람들은 성매매가 불법이라고 믿고 있었다. 로드아일랜드주에서 성매매 비범죄화가 이뤄진 사실이 2003년 주 법원 판결로 알려지자 성매매 업소가 폭증하였고, 2009년 다시 범죄화되었다.

### 네바다주
네바다주는 성매매를 합법화한 유일한 미국 주로 유명하다. 그러나 10개 군 에서만 매춘소가 합법이며, 도박으로 유명한 라스베이거스에서는 매춘소가 금지되어 있다. 네바다주의 많은 매춘은 라스베이거스에서 일어나는 불법 매춘이다.

### 메인주
2023년 메인주에서는 성매매 노르딕 모델을 적용하여 성판매를 경범죄에서 비범죄로 바꾸어 성판매에 한해 성매매 비범죄화가 이뤄졌다. 이는 매춘을 장려하기 위한 것이 아니며 동시에 성구매 행위와 알선은 중범죄로 처벌 수위가 올라갔다.